# بازی با مرگ
بازی با مرگ مجموعه تلویزیونی به کارگردانی حمید تمجیدی و نویسندگی حمید تمجیدی، مریم بختیار ساختهٔ سال ۱۳۷۷–۱۳۷۴ است.
این مجموعه در واقع سری دوم مجموعه مزد ترس محسوب می‌شود و در ۱۸ قسمت، تولید و پخش شده‌است. یک نسخه سینمایی از آن در سال ۱۳۷۴ تولید شد و نسخه کامل سریالی آن در سال ۱۳۷۷ از شبکه دو پخش گردید.

## بازیگران
- عبدالرضا اکبری
- جونیت آرکین
- صالح کرمزی
- احمد فخر
- برین توپال اوغلو
- حمید تمجیدی
- محمد برسوزیان
- بولنت پولات
- نازان ساعتچی
- اصغر محبی
- حسین شیرزاد
- کوتای کوک تورک
- لاریسا تمجیدی
- پرویز رفیعی
- عثمان چاقلار
- منوچهر افسری
- امیرحسین اصلانیان
- علیرضا اوسیوند
- حمیرا ریاضی
- عرش پورزارعی
- زهرا شعبانی
- راشد آنارال
- امیت یسین
- بلال یکیلمیش
- لوریک میناسیان
- حبیب اله ثامینه
- حسن همایونفال
- قلی شیرزاد کوهساره